# Проблем рутирања возила
Проблем рутирања возила (енгл. Vehicle routing problem; VRP) је име за читаву класу проблема у којима се тражи оптималнаа путања (рута) којом би транспортно возило или више возила обишли задати број градова полазећи из централног складишта. Под оптималном путањом се пре свега мисли на ону са минималном ценом трошкова пута који се обиђе.
Појам проблема рутирања возила (ПРВ) се јавља крајем 50-их година 20. века као централни проблем у транспорту, дистрибуцији и логистици предузећа. У неким гранама привреде велики проценат цене производа одлази на транспортне трошкове, те се њиховом оптимизацијом укупни трошкови производа могу смањити од 5% до 20%.
Комплетан пут које једно возило пређе полазећи из централног магацина, обилазећи клијенте и вративши се у централни магацина назива се рута. Део руте чине делови пута које возило пређе прелазећи директно од једног клијента до другог назива се путања. 
Проблем рутирања возила се може посматрати као специфичан проблем који комбинује Проблем трговачког путника и „Проблем пакирања“.

## Начини решавања
Начини решавања Проблема рутирања возила се могу поделити у следеће групе:
- егзактни алгоритми
- хеуристички алгоритми
- метахеуристички алгоритми (мрављи алгоритам, генетички алгоритми, табу претраге итд.)